# Mormodes paraensis
Mormodes paraensis är en orkidéart som beskrevs av Gerardo A. Salazar och Da Silva. Mormodes paraensis ingår i släktet Mormodes och familjen orkidéer. Inga underarter finns listade i Catalogue of Life.